# ثمز اب
ثمز اب (بالإنجليزية: Thums Up) هي ماركة كولا في الهند. تم تقديم المشروب في عام 1977 لتعويض انسحاب شركة كوكا-كولا من الهند. تم شراء العلامة التجارية لاحقًا من قبل شركة كوكا-كولا التي أعادت إطلاقها من أجل التنافس مع بيبسي. الشعار هو عبارة عن إشارة الإبهام باللون الأحمر.
اعتبارًا من فبراير 2012، ثمز اب هي الشركة الرائدة في قطاع الكولا في الهند، حيث تستحوذ على ما يقرب من 42% من حصة السوق وحصة سوقية عامة تبلغ 15% في سوق المياه الغازية الهندية.

## تاريخ
تم إنشاء ثمز اب في عام 1977، بعد انسحاب شركة كوكا-كولا الأمريكية من الهند، بسبب اللوائح التي تتطلب الكشف عن صيغتها وبيع 60% من أسهمها لشركة هندية بموجب خطة حكومية للشركات المملوكة للأجانب لتقاسم حصص مع شركاء محليين. امتلك الأخوان تْشُوهان جزءًا من شركة برالي ولديهما بالفعل علامتان تجاريتان أخريان من المشروبات الغازية، وهما ليمكا وغولد سبوت، والتي كانت شائعة في الهند في ذلك الوقت. سرعان ما أصبحت ثمز اب الأكثر شعبية وحققت احتكارًا شبه كامل لمنتجات الكولا في الهند خلال الثمانينيات، مثل كامبا كولا، دبل سفن، دوكس، ماكدويلز كرَشْ التابعة لمجموعة الجعة المتحدة.
طور راميش شوهان التركيبة من الصفر، وقام بتجربة مكونات مثل القرفة، الهيل، وجوزة الطيب. أرادت الشركة أيضًا أن يكون المشروب غازيًا، حتى عندما لا يكون باردًا، لذلك يمكن بيعه من قبل البائعين. بعد الكثير من الاختبارات والتجارب، ابتكر الأخوان تْشُوهان وفريقهم البحثي كولا أكثر فوارًا وتوابلًا من كوكا-كولا. لقد خططوا في الأصل لتسمية المشروب "Thumbs Up"، لكنهم أزالوا الحرف "b" لجعل الاسم فريدًا.
في عام 1991، عندما فتحت الحكومة الهندية السوق أمام الشركات متعددة الجنسيات، كانت شركة بيبسي أول من دخل. ثم انخرطت شركة ثمز اب وبيبسي في منافسة شديدة للحصول على التأييد. تضمنت إعلانات بيبسي نجوم السينما الهندية الكبرى مثل جوهي تشاولا، بينما زادت ثمز اب من إنفاقها على رعاية لعبة الكريكيت. قدمت ثمز اب أيضًا عبوة 300 مل، وهي أكبر حجم من الزجاجة العادية، وتحمل علامة "MahaCola" (بمعنى «كولا كبيرة [في الحجم]»؛ الحجم الأصلي 250 مل). اكتسب هذا اللقب شعبية في المدن الصغيرة حيث كان الناس يسألون عن «مها كولا» بدلاً من ثمز اب.
في عام 1993، عادت شركة كوكا-كولا لدخول السوق، وتنافست الشركات الثلاث بشدة. في وقت لاحق من العام، اشترت شركة كوكا-كولا المشروبات المملوكة لشركة بارلي غولد سبوت، ليمكا، وثمز اب مقابل 60 مليون دولار. عندما تم بيعها لشركة كوكا-كولا، كانت ثمز اب تمتلك حصة سوقية تبلغ 85 بالمائة في الهند.

### إعادة إطلاق
على الرغم من حصتها الإجمالية القوية، كانت العلامة التجارية تفقد شعبيتها بين الفئة العمرية الأساسية لشرب الكولا من 12 إلى 25 عامًا، ويرجع ذلك جزئيًا إلى نقص الإعلانات. في البداية، قطعت شركة كوكا-كولا الإعلانات والإنتاج لشركة ثمز اب لدفع العملاء إلى علامتها التجارية الرائدة، ولكن سرعان ما أدركت أن عملاء ثمز اب سيتحولون إلى بيبسي بدلاً من كوكا-كولا، حيث تم سحب ثمز اب من السوق. بدلاً من ذلك، قررت كوكا-كولا استخدام ثمز اب كعلامة تجارية منافسة لشركة بيبسي. بحلول هذا الوقت، كانت شركة كوكا-كولا تمتلك حوالي 60.5% من سوق المشروبات الغازية الهندية، لكنها اكتشفت أنه إذا استغلت ثمز اب، فستبقى مع 28.7% فقط من السوق (وفقًا لتقرير صادر عن إن جي أو المال والتجارة في الهند)، ومن ثم تم إعادة إطلاق ثمز اب، واستهداف الأشخاص الذين تتراوح أعمارهم بين 30 و 40 عامًا.
تم تغيير مكانة العلامة التجارية كمشروب «رجولي»، بالاعتماد على خصائص طعمها القوية. بدأت ثمز اب حملة إعلانية مهاجمة الإعلانات التلفزيونية لشركة بيبسي بشكل مباشر، مع التركيز على قوة المشروب على أمل أن تصوير مشروب «بالغ» سوف يجذب المستهلكين الشباب. كانت حملة "Grow Up to Thums Up" ناجحة. زادت حصة العلامة التجارية في السوق وحقوق الملكية.

## مكونات
وفقًا لموقع كوكا-كولا الهندي على الويب، يحتوي ثمز اب على: ماء مكربن، سكر، منظم حموضة (E338)، كافيين، لون طبيعي (150d) ونكهات مضافة («مواد نكهة طبيعية ومماثلة للطبيعة وصناعية»).

## شعار وتسويق

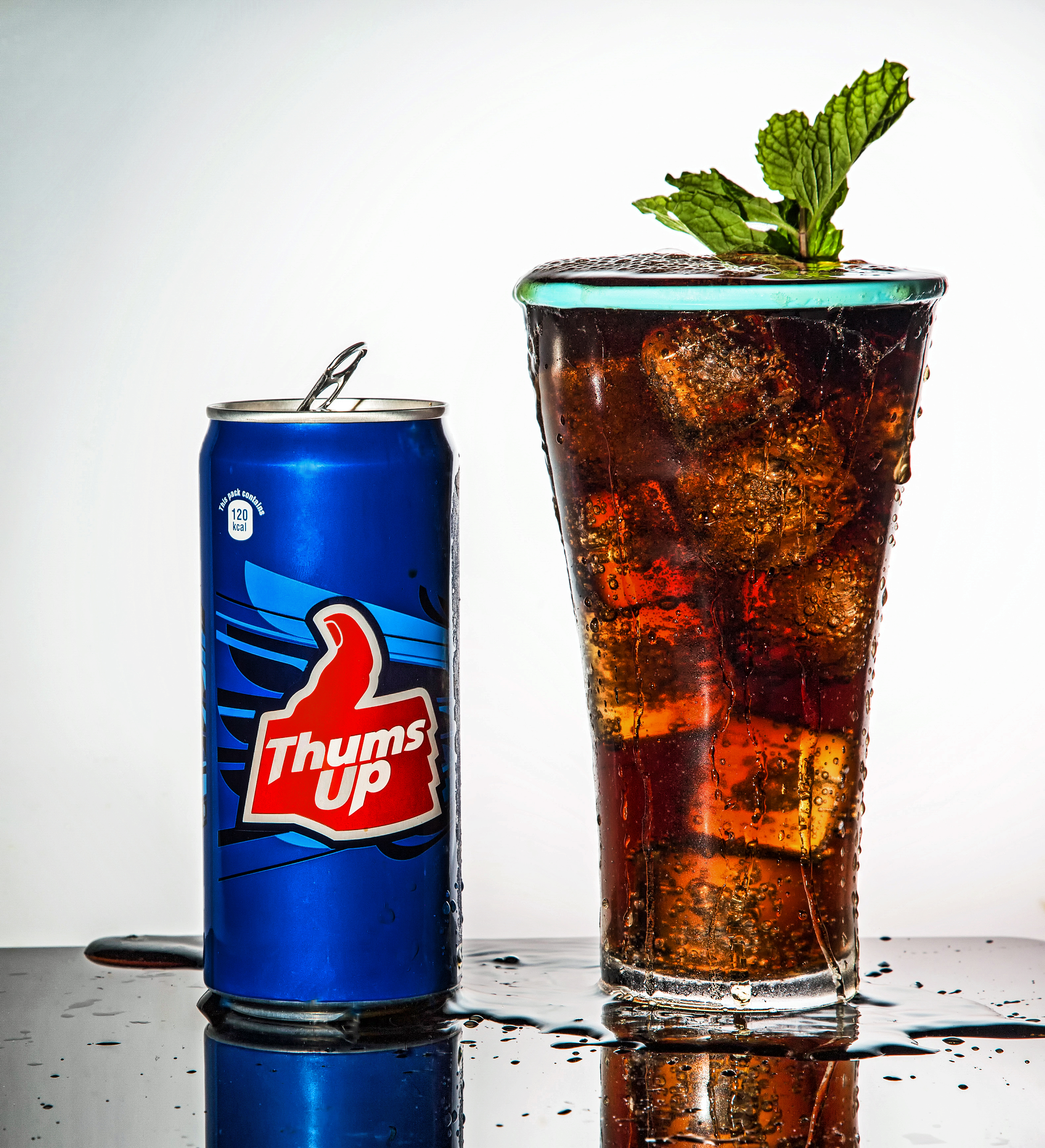
علبة وكوب من ثمز اب

كان شعار ثمز اب الأصلي عبارة عن إيماء يد حمراء بخط مائل، أبيض، من نوع سانس سيرف (sans-serif). تم تعديل هذا لاحقًا بواسطة كوكا-كولا بخطوط خلفية زرقاء ونوع خط أكثر حداثة.
كان الشعار الشهير حتى أوائل الثمانينيات هو «أيام سعيدة هنا مرة أخرى»، صاغه مؤلف الإعلانات فاسانت كومار. أصبح الشعار فيما بعد «أريد رعدي»، وبعد ذلك «تذوق الرعد!».
تم استخدام وضع المنتجات في الأفلام في الثمانينيات مع ظهور ثمز اب في خلفية العديد من الأفلام الهندية.
الحملات الإعلانية من ثمز اب تعتمد على «قوتها» وتصورها على أنها مشروب مفتول العضلات.
في فبراير 2012، أصبح الممثل الشهير من جنوب الهند ماهيش بابو متحدثًا باسم ثمز اب. في أكتوبر 2012، وقعت شركة كوكا-كولا الهند مع سلمان خان مرة أخرى كسفير للعلامة التجارية. ارتبطت الشركة أيضًا بفيلم سلمان خان دابانغ 2ومنظمته الخيرية كجزء من الصفقة.

### رعاية

#### كريكيت
كان ثمز اب الراعي الرئيسي لمباريات الكريكيت وكان له أيضًا حضور ملحوظ في مباريات الشارقة للكريكيت. في أوائل الثمانينيات، تم إصدارها بالعديد من البطاقات البريدية التي تضم سونيل جافاسكار وعمران خان.

#### رياضة السيارات الهندية
إلى جانب لعبة الكريكيت، كانت شركة جنوب بارلي لصناعة الزجاجات راعياً رئيسياً لرياضة السيارات الهندية في الثمانينيات. بالإضافة إلى رعاية العديد من سائقي الحلبات الهنود في سباقات شولافارام (Sholavaram)، قاموا برعاية العديد من المسيرات الإقليمية للسيارات والدراجات. لقد ارتبطوا أيضًا لعدة مواسم بفريق لاكشمي ميلز سوبر سبيدز.

#### أولمبياد 2020
أعلنت ثمز اب عن شراكة عالمية مع الألعاب الأولمبية الصيفية لعام 2020 في يوليو 2021 للاحتفال بمرور 100 عام على مشاركة الهند في الألعاب الأولمبية. طرحت العلامة التجارية عبوة خاصة للرياضيين، تضم الأولمبيين الهنود باجرانج بونيا، مانو بهاكر، فيكاس كريشان ياداف، ديبيكا كوماري، وأتانو داس.

## موافقات من المشاهير
بعد التسعينيات، كان مؤيدو ثمز اب المشاهير:
- أكشاي كومار
- سلمان خان
- رانفير سينغ
- ماهيش بابو (حتى 2021)
- فيشال ريدي[18][19]

- فيجاي ديفيراكوندا (منذ 2022)
- جاسبريت بومرة (منذ 2022)
- شاروخان[20]

## جوائز وتقدير

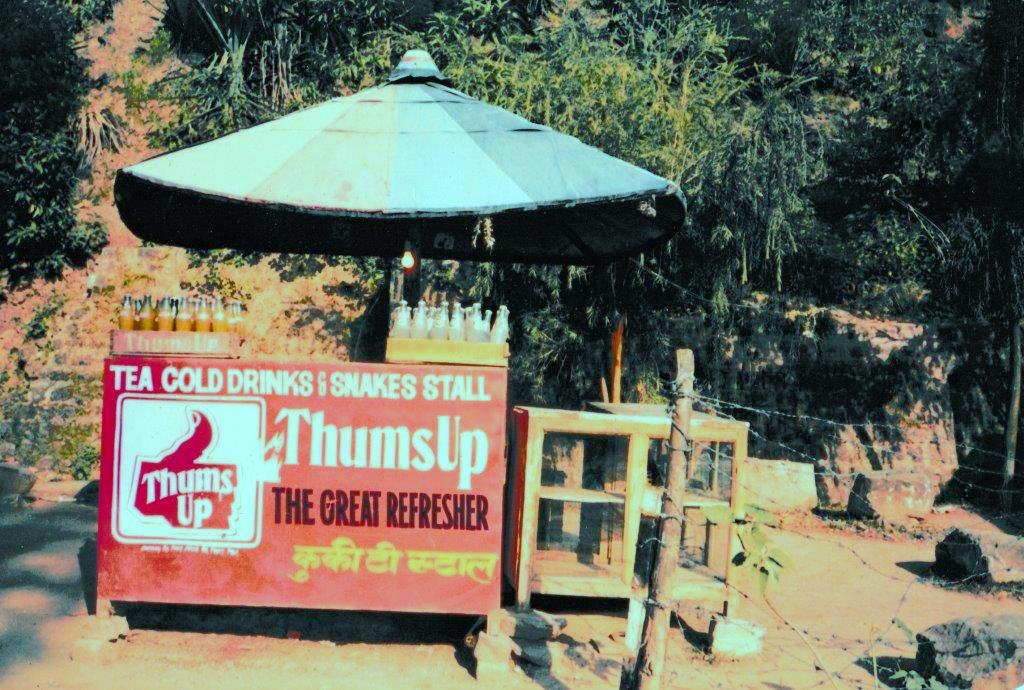
كشك ثمز اب على جانب الطريق في هيماشال براديش، الهند، 2011

- وفقًا لتقرير ثقة العلامة التجارية 2012 الذي نشرته استشارات أبحاث الثقة (Trust Research Advisory)، وهي شركة لتحليل العلامات التجارية، احتلت ثمز اب المرتبة 140 بين العلامات التجارية الأكثر ثقة في الهند.
- في تقرير ثقة العالمة التجارية 2013،[21] احتلت ثمز اب المرتبة 170 من بين العلامات التجارية الأكثر ثقة في الهند.
- وفقًا لتقرير ثقة العلامة التجارية 2014، احتلت ثمز اب المرتبة 66 بين العلامات التجارية الأكثر ثقة في الهند.[22]

## في الثقافة الشعبية
أصبحت قمة في تلال مانماد تُعرف باسم «جبل ثمز اب» أو «ثمز اب دوغنار» (باللغة الماراثية)، لأنها تتشكل بالصدفة، مثل شعار «ثمز اب». يمكن رؤيته من القطارات المارة وأصبح مشهدًا شائعًا.
ظهر ثمز اب في كتاب كُل، صلِ، حب والفيلم المقتبس منه 2010.
يظهر المشروب في رواية سلمان رشدي المثيرة للجدل آيات شيطانية (1988).

## روابط خارجية
- الموقع الرسمي